# La Puerta, Francisco I. Madero
La Puerta är en ort i Mexiko.   Den ligger i kommunen Francisco I. Madero och delstaten Hidalgo, i den sydöstra delen av landet, 90 km norr om huvudstaden Mexico City. La Puerta ligger 1 986 meter över havet och antalet invånare är 634.
Terrängen runt La Puerta är varierad. Runt La Puerta är det tätbefolkat, med 356 invånare per kvadratkilometer. Närmaste större samhälle är San Salvador, 11,2 km öster om La Puerta. Trakten runt La Puerta består till största delen av jordbruksmark.